# ルパン三世主題歌3
ルパン三世主題歌3（ルパンさんせいしゅだいか3）は、日本のテレビアニメ『ルパン三世』（TV第1シリーズ）のオープニングに使用された楽曲。「ルパン三世その3」とも。
歌手は、よしろう・広石（現：YOSHIRO 広石）。

## 使用期間
『ルパン三世』（TV第1シリーズ）は全23話にもかかわらず、3回オープニングが変更されており、主題歌3はその第3期オープニングである。
大人向けのアニメとして制作された第1シリーズだったが、視聴率に伸び悩み、対象年齢を少し引き下げて路線変更された後半、第16話〜最終話まで使用された。
放映当時この主題歌のレコードは発売されてはいなかった。本放送終了後の1980年に、第15話と第21話の音声を収録したLPレコード『TVオリジナル・サウンドトラック ルパン三世 ドラマ編』（日本コロムビア CZ-7032）が発売されたことで、事実上本楽曲の初のレコード化となった。

## 使用されたヴァージョン
実際の作品で使用された音源には全3種類があるが、それぞれマスターテープが紛失しているためもともとの音源で聞くことは今のところ不可能である。また、第1シリーズの楽曲は初期オープニングテーマ「ルパン三世主題歌I」とエンディングテーマ「ルパン三世主題歌II」以外のオリジナル音源の現存が確認されていないため、未使用バージョンが存在する可能性については、否定も肯定もできない状況である。
なお、以下に挙げたバージョンの分類名（第1〜など）は、識別のため便宜上使用している名称であり、正式なヴァージョン名ではない。
第1ヴァージョン
これは、オープニングで使われたもので巻き舌で歌っているのが特徴である。
現在発売されているCDや映像ソフトに収録されているもの。
第2ヴァージョン
第16話のオープニングで使用されたもので巻き舌ではない。これは、本放送時や1980年ごろまでの再放送で使われていた。
第16話のオープニングでは、銭形警部（納谷悟朗）によるナレーションが被さる。
第12話と第19話の劇中に使用されている。
第3ヴァージョン
2番と思わしき歌詞のついたフルヴァージョン。これも巻き舌だが少し歌い方が第1ヴァージョンと異なる。第19話の劇中で使用されている。

## 名前の由来
この歌は、前述のように番組放送当時にはレコード発売などが一切なく、番組でのクレジット表示もされず、曲名も未定であった。
後年、JASRAC登録時に「ルパン三世主題歌3」と正式に名前がついた。
「ルパン三世主題歌I」や「ルパン三世主題歌II」と違って、なぜローマ数字ではなく、アラビア数字なのかは定かではない。

## ヴォーカル
この歌のヴォーカルは長らく、「ルパン三世主題歌I」、「ルパン三世主題歌II」と同じくチャーリー・コーセイと思われてきており、また、JASRACに登録されている歌手名もチャーリー・コーセイとされてきた。
しかし、『映画秘宝』誌2001年7月号（洋泉社）の企画によって、本当のヴォーカリストが日本初の本格的ラテンシンガー、よしろう・広石であると判明した。
音楽を担当していた山下毅雄によると「チャーリーはフィリピン人でもう故郷に帰って連絡がつかない」と勘違いしたとされ、そのため、六本木のスタジオで歌っていた広石に目をつけたのである。広石へのインタビューでは、（本作が放映されていた）1971年は「病気」（精神的なもの）で中南米から日本に帰国していた時期だった。
広石は最初に歌ってから半世紀を経た2021年に本曲を再レコーディングした。

## カバー
- Concerto Moon（1999年、『ルパン三世トリビュートアルバム〜You'S Explosion』（バップ）収録、「ルパン三世主題歌1〜ルパン三世主題歌3」として）
- THE COLTS（2003年、『ルパン・ザ・カヴァー』（日本クラウン）収録）